# Marius Staible

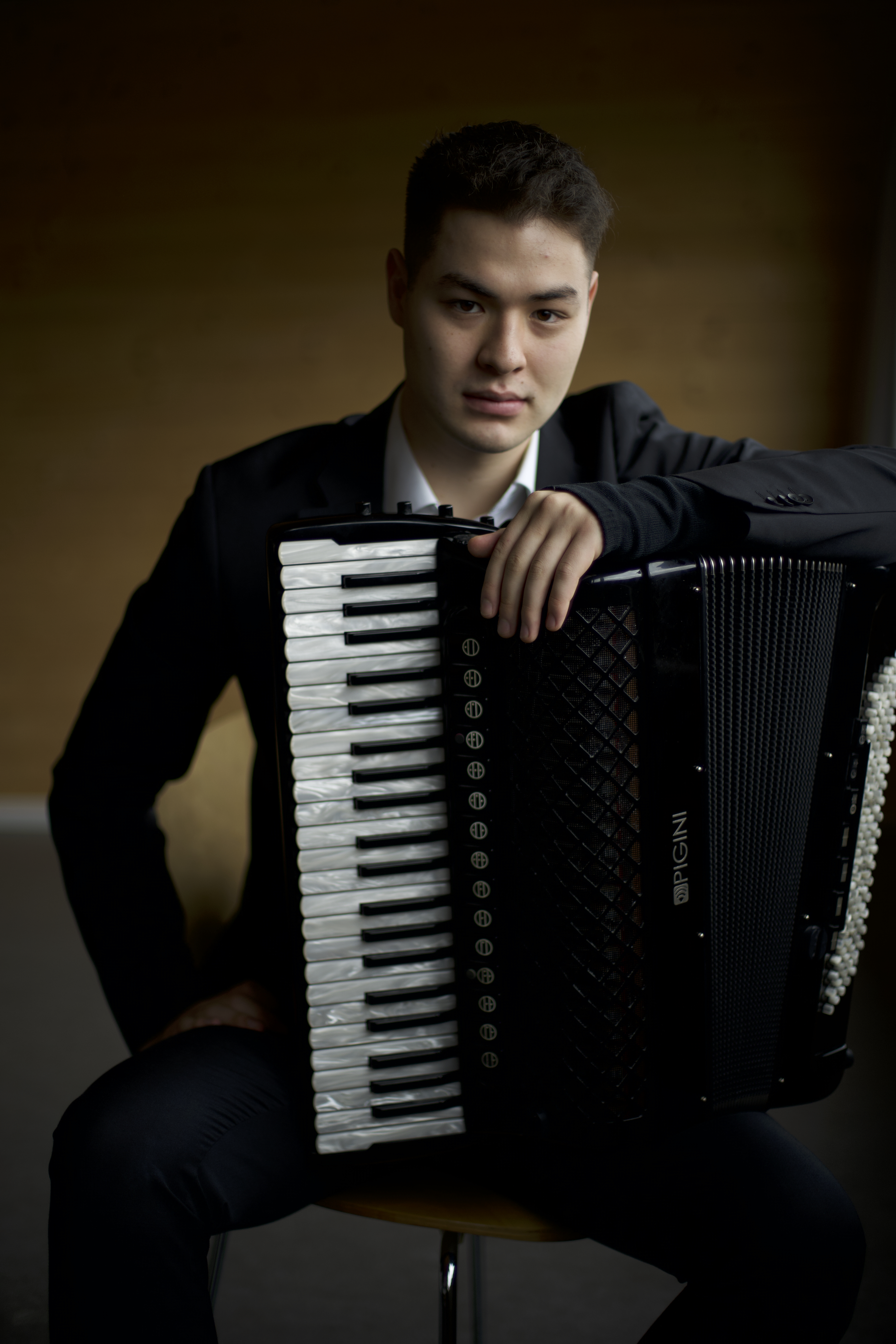
Marius Staible mit Akkordeon (2020)

Marius Staible (* 31. Oktober 1997 in Halle (Saale)) ist ein deutscher Akkordeonist und Komponist.

## Leben
Er studierte bei Claudia Buder an der Hochschule für Musik Franz Liszt Weimar. 2015 wurde seine Akkordeon-Komposition Unplugged 3 veröffentlicht. Mit Daniel Roth spielt er im Akkordeonduo Con:trust. 2021 wurde er erster Preisträger des internationalen Akkordeonwettbewerbs in Vilnius.